# Internationale Messe für Erfindungen
Die Internationale Messe für Erfindungen (franz. Salon international des Inventions, kompletter Name „Internationale Messe Erfindungen, neue Techniken und Produkte“, franz. Salon International des Inventions, des Techniques et Produits Nouveaux) ist eine jährliche Messe in Genf.
Die Messe wird seit 1972 von Jean-Luc Vincent organisiert. Sie findet jeden Frühling während fünf Tagen in einer Halle vom Messekomplex Palexpo statt. An der 36. Ausgabe im April 2008 stellten 720 Aussteller aus 45 Ländern an die 1000 Erfindungen vor, die von etwa 72’435 Besuchern, davon etwa 600 Journalisten, gesehen wurden.
Präsentiert werden neue Erfindungen die (z. B. durch Patente) schon rechtlich geschützt sind. Etwa die Hälfte der Besucher sind Professionelle, die für Geschäftsbeziehungen (Lizenzrechte, Fabrikation, Distribution) mit Erfindern kommen.
2020 wurde die Messe wegen der COVID-19-Pandemie zuerst von März auf September, dann auf 2021 verschoben.